# La Chapelle-Caro
La Chapelle-Caro (bret. Chapel-Karozh) – miejscowość i dawna gmina we Francji, w regionie Bretania, w departamencie Morbihan. W 2013 roku jej populacja wynosiła 1394 mieszkańców. 
W dniu 1 stycznia 2016 roku z połączenia trzech ówczesnych gmin – La Chapelle-Caro, Quily oraz Le Roc-Saint-André – powstała nowa gmina Val-d'Oust. Siedzibą gminy została miejscowość Le Roc-Saint-André. 